# 1739 au Canada
Pour un article plus général, voir Chronologie du Canada.
Cet article traite des événements qui se sont produits durant l'année 1739 au Canada.

## Événements

### Nouvelle-France
- 1er avril : Isaac-Louis de Forant devient gouverneur de l'Île Royale[1].
- 1er mai : François Bigot est nommé commissaire-ordonnateur à Louisbourg, il y arrive le 9 septembre[2].
- 16 août : François-Louis de Pourroy de Lauberivière nommé évêque de Québec le 22 mars en remplacement de Pierre-Herman Dosquet, est sacré à Paris ; il prend ses fonctions le 8 août 1740 mais meurt le 20 août[3].
- Septembre : René-Nicolas Levasseur prend en charge le chantier naval de l'anse de Cul-de-sac à Québec. Il commence la construction d'une première flûte royale, le Canada, jaugeant 500 tonneaux, terminée au mois d'août 1742[4]. Une dizaine de navires y seront construits jusqu'à la Guerre de la conquête.
- Automne : Esther Brandeau, première juive en Nouvelle-France est retournée en France au frais du roi[5].
- Conflit entre des Hurons-Wendat et des Outaouais au Lac Érié. Le chef huron Orontony n'obtient pas de médiation du gouverneur Beauharnois. Ces hurons vont alors s'établir dans la Baie de Sandusky et établir une alliance avec les Anglais[6].
- 208 navires de pêche sont allés à l'Île Royale en cette année[7].
- Le gouverneur Beauharnois considère que la paix est maintenant rétablie avec les Renards.
- Guerre contre les Chicachas en Louisiane. Intervention d'une troupe canadienne mené par Céloron de Blainville[8]
- La population du Canada atteint 42 700[9].

### Possessions anglaises
- Joseph La France ne pouvant plus faire de traite du côté français, se joint à la Compagnie de la Baie d'Hudson. Il va entreprendre un voyage qui va le mener du Lac Winnipeg à la Baie d'Hudson[10].

## Naissances
- 23 février : Jean-François Hubert, évêque de Québec († 17 octobre 1797).
- Août : Alexander Henry (explorateur), explorateur et marchand de fourrure († 4 avril 1824).

## Décès
- 19 mai : Marie Barbier de l'Assomption, sœur de la Congrégation Notre-Dame (° 1663).
- Juillet : Nicolas Blaise Des Bergères de Rigauville, militaire et seigneur (° juillet 1679).
- Marien Tailhandier, chirurgien et notaire (° 1665).